# Stadio Mimoun Al Arsi
Lo  Stade Mimoun Al Arsi (in arabo: ملعب ميمون العرصي ) è uno stadio di calcio situato nella città di Al-Hoseyma in Marocco. Ospita le partite casalinghe del Chabab Rif al Hoceima e Raja Al Hoceima.

## Storia
Lo stadio è stato costruito negli anni cinquanta del XX secolo durante il periodo del protettorato spagnolo sul nord del Marocco.
Nel 2010 lo Stadio ha visto un grande rinnovamento: ampliamento dell'impianto fino a 12.000 posti, installazione di tappeto erboso artificiale, tre spogliatoi secondo lo standard della FIFA, per un costo totale di 50 milioni di MAD circa 5 milioni di Euro.
Nel 2014 è previsto un secondo rinnovamento : ampliamento dell'impianto fino a 25.000 posti a sedere, una Sala conferenza, un centro antidoping, un centro di cura, una tribuna d'onore più grande, per un costo totale di 140 milioni di MAD circa 14 Milioni di Euro.

## Caratteristiche
Ha una capienza di 12.000 posti e con le sue tribune vicine al campo, lo Stadio Mimoun Al Arsi, ricorda molto gli stadi inglese. Lo Stadio rispetta le più recenti norme antisismiche (2014).
Ha una palestra, un centro di cura, una tribuna d'onore, una tribuna per la stampa e non ha una pista per atletica leggera